# 未知空間の恐怖/光る眼
『未知空間の恐怖/光る眼』（みちくうかんのきょうふ ひかるめ、原題：Village of the Damned）は、1960年に制作されたイギリス・アメリカのSF映画。ジョン・ウィンダム原作のSF小説「呪われた村」（The Midwich Cuckoos、1957年）を映画化したSFホラー映画。
1963年にはオリジナルの続編『続・光る眼/宇宙空間の恐怖』（アントン・リーダー監督）が公開されている。
1995年、ジョン・カーペンター監督で『光る眼』としてリメイクされた。

## あらすじ
イギリス南部の小さな村ミドウィッチである日突然、奇妙な現象が起こった。村のある特定地域の全ての人間や動物が一瞬で仮死状態に陥り、3時間後何事もなかったように蘇生したのだ。これと同じ時刻、同じ現象がソ連、カナダ、オーストラリアでも起こった。
2ヵ月後、村中の妊娠可能な女性が相手がいるいないにかかわらず全員妊娠し、男女各6人計12人の子供が生まれた。しかし彼らは成長が異常に早く、3歳にして就学児童並みの体と大学教授並みの知能指数を持つに至った。
さらに子供たちは一様に同じような美しい顔だちと金髪と金色に光る眼、さらに人の心を透視しコントロールする超自然な力を備えていた。村に住む物理学者ゴードンを始めとする科学者たちは、彼らが未知空間から飛来した異質の生命であろうと推測する。
ゴードンは子供たちを恐怖に感じた村人たちの依頼で、彼らを村外れの建物に隔離し、監督と観察に当たることになるが、その中にはゴードンと妻アンシアの間に生まれた息子デヴィッドも含まれていた。
やがて、ソ連に生まれた同種の子供が村を支配し始めたため、軍で制圧しようとして失敗し、原子砲を撃ち込んで村ごと消滅させたというニュースが報じられた。
それを知ったゴードンはこの村をその二の舞にしてはいけないと考え、自分を犠牲にして子供たちの生命を断とうと決心し、ある行動に出る。

## キャスト
- ゴードン・ゼラビー：ジョージ・サンダース
- アンセア・ゼラビー：バーバラ・シェリー
- デヴィッド・ゼラビー：マーティン・スティーヴンス
- ウィラース博士：ローレンス・ネイスミス
- アラン・バーナード少佐：マイケル・グウィン
- ハリントン：リチャード・ワーナー
- ハリントン夫人：ジェニー・レアード
- ピーター・ヴォーン